# The Act
The Act är en amerikansk biografisk kriminal- och dramaserie som hade premiär i mars 2019. Serien består av åtta avsnitt. Den är skapad av Nick Antosca och Michelle Dean som även medverkat i skrivandet av seriens manus.

## Handling
Serien kretsar kring den ensamstående mamman Dee Dee Blanchard som övertygade alla om att hennes fullt friska dotter Gypsy var sjuk i en rad olika sjukdomar. När Dee Dee hittas mördad visar det sig att Gypsy låg bakom mordet.

## Rollista i urval
- Patricia Arquette - Dee Dee Blanchard
- Joey King - Gypsy Blanchard
- AnnaSophia Robb - Lacey Hutches
- Chloë Sevigny - Mel Hutches
- Calum Worthy - Nick Godejohn
- Denitra Isler - Shelly
- Steve Coulter - Dr. Evan Harley
- José Alfredo Fernandez - Officer Cox
- Poorna Jagannathan - Dr. Lakshmi Chandra
- Dean Norris - Russ
- Margo Martindale - Emma Blanchard
- Rhea Seehorn - Janet
- Juliette Lewis - Kathy Godejohn
- John Ales - Vance Godejohn
- Adam Arkin - detektiv
- Joe Knezevich - åklagare Rippy
- Molly Ephraim - Kate